# Første Tjekkoslovakiske Republik
50°N 10°Ø / 50°N 10°Ø
Den Første Tjekkoslovakiske Republik (tjekkisk: První československá republika, slovakisk: Prvá československá republika), ofte, i daglig tale, omtalt som Den Første Republik (tjekkisk: První republika, slovakisk: Prvá republika), var den første tjekkoslovakiske stat, der eksisterede fra 1918 til 1938. Den var en forening af etniske tjekkere og slovakker. Landet blev almindeligvis kaldt Tjekkoslovakiet (tjekkisk og slovakisk: Československo), en forbindelse af tjekkisk og slovakisk; som efterhånden blev det mest brugte navn for sine efterfølgende stater. Det var sammensat af tidligere territorier i Østrig-Ungarn, der arvede forskellige administrationssystemer fra de tidligere østrigske (Bøhmen, Mähren, en lille del af Schlesien) og ungarske territorier (hovedsageligt Øvre Ungarn og Karpatiske Rutenien).
Efter 1933 forblev Tjekkoslovakiet det eneste de facto fungerende demokrati i Centraleuropa, organiseret som en parlamentarisk republik. Under pres fra sit Sudeter-tyske mindretal, støttet af nabolandet Nazi-Tyskland, blev Tjekkoslovakiet tvunget til at afstå sin Sudeterland-region til Tyskland den 1. oktober 1938 som en del af München-aftalen. Det afstod også de sydlige dele af Slovakiet og Karpatiske Rutenien til Ungarn og Trans-Olza-regionen i Schlesien til Polen. Dette afsluttede i realiteten Den Første Tjekkoslovakiske Republik. Den blev erstattet af Den Anden Tjekkoslovakiske Republik, som kun eksisterede i mindre end et halvt år, før Tyskland besatte resten af Tjekkoslovakiet i marts 1939.

## Historie
Tjekkoslovakiets uafhængighed blev proklameret den 28. oktober 1918 af det tjekkoslovakiske nationalråd i Prag. Flere etniske grupper og territorier med forskellige historiske, politiske og økonomiske traditioner, var tvunget til at blive blandet ind i en ny statsstruktur. Oprindelsen til Den Første Republik ligger i punkt 10 i Woodrow Wilsons fjorten punkter: "Befolkningen i Østrig-Ungarn, hvis plads blandt de nationer vi ønsker at se beskyttet og sikret, og bør tildeles den frieste mulighed for autonom udvikling."
De fulde grænser for landet og organisationen af dets regering blev endelig fastlagt i den tjekkoslovakiske forfatning af 1920. Tomáš Garrigue Masaryk var blevet anerkendt af 1. Verdenskrigs allierede (Ententemagterne) som leder af den provisoriske tjekkoslovakiske regering,  og i 1920 blev han valgt til landets første præsident. Han blev genvalgt i 1925 og 1929, hvor han fungerede som præsident indtil 14. december 1935, hvor han trak sig på grund af dårligt helbred. Han blev efterfulgt af Edvard Beneš.
Efter Tysklands Anschluss af Østrig i marts 1938, var næste mål for den nazistiske leder Adolf Hitler, annektering af Tjekkoslovakiet. Hans påskud var at etnisk tyske befolkninger, i Tjekkoslovakiets nordlige og vestlige grænseregioner, under ét kendt som Sudeterlandet, led nød. Deres indlemmelse i Nazityskland ville efterlade resten af Tjekkoslovakiet magtesløs til at modstå den efterfølgende besættelse.

## Udenrigspolitik
Edvard Beneš, tjekkoslovakisk udenrigsminister fra 1918 til 1935, skabte det system af alliancer, der bestemte republikkens internationale stilling indtil 1938. Beneš var en demokratisk statsmand med vestlig orientering og var stærkt afhængig af Folkeforbundet som garant for efterkrigstidens status quo og sikkerheden i nydannede stater. Han forhandlede Den Lille Entente (en alliance med Jugoslavien og Rumænien) i 1921 for at modvirke ungarsk revanchisme og Habsburgs genoprettelse. Han sluttede en separat alliance med Frankrig. Benešs vestlige politik fik et alvorligt slag allerede i 1925. Locarno-pagten, som banede vejen for Tysklands optagelse i Folkeforbundet, garanterede Tysklands vestlige grænse. Franske tropper blev således efterladt immobiliseret på Rhinen, hvilket gjorde fransk bistand til Tjekkoslovakiet vanskelig. Desuden fastslog traktaten, at Tysklands østgrænse forbliver genstand for forhandling. Da Adolf Hitler kom til magten i 1933, blev frygten for tysk aggression udbredt i det østlige Centraleuropa. Beneš ignorerede muligheden for et stærkere centraleuropæisk alliancesystem, der forblev tro mod sin vestlige politik. Han søgte dog Sovjetunionens deltagelse i en alliance, der skulle omfatte Frankrig. (Benešs tidligere holdning til det sovjetiske regime havde været forsigtig.) I 1935 underskrev Sovjetunionen traktater med Frankrig og Tjekkoslovakiet, der i det væsentlige fastslog at Sovjetunionen kun ville komme Tjekkoslovakiet til hjælp, hvis fransk bistand kom først.
I 1935, efterfulgte Beneš Masaryk som præsident, og premierministeren Milan Hodža overtog udenrigsministeriet. Hodžas bestræbelser på at styrke alliancer i Centraleuropa kom for sent. I februar 1936 kom udenrigsministeriet under ledelse af Kamil Krofta, en tilhænger af Beneš's linje.
Den Tjekkoslovakiske Republik solgte våben til Bolivia under Chaco-krigen (1932-35) og sendte tæt på krigens afslutning en uofficiel træningsmission for at støtte Bolivia i dets Chaco-krig med Paraguay og fremme den tjekkoslovakiske interesse i Bolivia.

## Økonomi
Den nye nation havde en befolkning på over 13,5 millioner. Det havde arvet 70 til 80% af hele det østrig-ungarske imperiums industri, inklusive porcelæns- og glasindustrien og sukkerraffinaderierne; mere end 40 % af alle dets destillerier og bryggerier; Škoda Works of Pilsen (Plzeň), som producerede våben, lokomotiver, biler og maskiner; og den kemiske industri i det nordlige Bøhmen. Sytten procent af al ungarsk industri, der havde udviklet sig i Slovakiet i slutningen af det 19. århundrede, tilfaldt også republikken. Tjekkoslovakiet var en af verdens 10 mest industrialiserede stater.
| Regioner            | Tjekkoslovakker ( tjekker og slovakker ) | tyskere   | ungarere | Rusyns  | jøder   | Andre   | Total      |
| ------------------- | ---------------------------------------- | --------- | -------- | ------- | ------- | ------- | ---------- |
| Bøhmen              | 4.382.788                                | 2.173.239 | 5.476    | 2.007   | 11.251  | 93.757  | 6.668.518  |
| Moravia             | 2.048.426                                | 547.604   | 534      | 976     | 15.335  | 46.448  | 2.649.323  |
| Schlesien           | 296.194                                  | 252.365   | 94       | 338     | 3.681   | 49.530  | 602.202    |
| Slovakiet           | 2.013.792                                | 139.900   | 637.183  | 85.644  | 70.529  | 42.313  | 2.989.361  |
| Karpaterne Ruthenia | 19.737                                   | 10.460    | 102.144  | 372.884 | 80.059  | 6.760   | 592.044    |
| Tjekkoslovakiet     | 8.760.937                                | 3.123.568 | 745.431  | 461.849 | 180.855 | 238.080 | 13.410.750 |